# Iridopsis cinerascens
Iridopsis cinerascens là một loài bướm đêm trong họ Geometridae.